# Ступниця (притока Колодниці)
Ступниця (Суха) — річка  в Україні, у Стрийському  районі Львівської області, ліва притока Колодниці (басейн Дністра).

## Опис
Довжина річки 17,85 км.

## Розташування
Бере початок у лісовому масиві на північно-західній стороні від села Уличне. Тече переважно на північний схід між селами Райлів та Ланівка і на північно-східній стороні від села Кавсько впадає у річку Колодницю, праву притоку Дністра. 